# Don Irvine
Donald Ralph „Don” Irvine (ur. 4 kwietnia 1921 w Islington, zm. 14 lipca 1973 w Lambeth) – brytyjski zapaśnik.
Dwukrotnie startował na igrzyskach olimpijskich: w 1948 i 1952. W obu edycjach wystąpił w wadze półśredniej w stylu wolnym. Zarówno w Londynie, jak i w Helsinkach jego pozycja jest nieznana (odpadał w drugiej rundzie).
Ośmiokrotny mistrz kraju. W latach 1946–1950 oraz 1952 zwyciężał w wadze półśredniej, w 1949 wygrał w wadze średniej, a w 1951 został mistrzem w wadze półciężkiej.
Jego brat Ken również był zapaśnikiem, olimpijczykiem z 1948 i 1952.